# 三越映画劇場
三越映画劇場（みつこしえいがげきじょう）は、1973年（昭和48年）11月に三越日本橋本店の南館内に第一号館が作られ、以降チェーン化され、全国複数の三越店舗に建設されたミニシアター。

## 概要
小規模ながら豪華な内装を施し、洋画、邦画の名作を上映する名画座の形式を執っていた。
順次閉館し、愛知県名古屋市千種区星が丘元町の名古屋三越星ヶ丘店（星ヶ丘三越）のみ存続している（後述）。

## 歴史
1973年（昭和48年）当時の岡田茂三越社長と岡田茂東映社長が同姓同名で仲がよく、「ミニ・シアター・システム」の構想を持っていた岡田東映社長が、デパートの中で名画を上映する映画館という、デパート内のミニシアター、名画座というアイデアを三越岡田社長に提案し、文化事業に意欲的だった三越岡田社長がこれを採用。1973年11月に三越日本橋本店の南館を建設した際に、同館内4階に第一号館を作り、以降チェーン化し、新潟三越など、全国複数の三越店舗内に建設した。東映は系列の東映芸能が1972年（昭和47年）から「仮面ライダー・ショウ」を全国巡回公演し、児童向け実演もの、と当時は呼ばれた催事イベントを手掛け始め、第二弾が「母と子の東映名作劇場」で、一年間の全国巡回公演の旗揚げ公演（実演）を1973年（昭和48年）8月に三越劇場で行っており、三越と付き合いを持っていた。
当時、ミニ映画館（ミニシアター）はアメリカで発展しており、日本でもレジャー産業の一つとして注目されていた。計画段階では「三越ミニ劇場」という名称で、新鋭機器を導入して省力化を図り従業員を数人とし入場料は500円。洋画あるいは邦画の名作を1日5、6回上映し、大型駐車場を設けて、顧客は車で来店し、ショッピングと映画を楽しめるとしていた。また名作を上映して地域社会の文化向上を図り、映画館を店舗に併設することで相互に顧客吸引力を強める効果が期待された。
日本橋本店の第一号館は、床面積200平方メートルに豪華な47座席を備えた。三越岡田社長は東宝映画の取締役でもあり、岡田東映社長とは演劇面で提携していて仲もよく、番組制作は東映と提携して行ったため、東宝と東映作品の上映は確約されるが、それ以外の映画各社から配給を受けられるかが、ミニ映画館の成否のカギと見られた。第一号館では、1977年（昭和52年）の『八甲田山』や、1978年（昭和53年）に三越と東宝の提携で製作された『燃える秋』などが上映された。1978年（昭和53年）4月15日から公開した『幸福の黄色いハンカチ』は同年12月22日にそれまで『八甲田山』が持っていた最長不倒記録を破り、251日間の新記録を達成し、当時の津田尚二三越本店長が松竹の奥山融副社長から表彰された。1970年代後半は採算は取れていたといわれる。
『報知新聞』1974年3月2日付に「ミニ映画館 "サロン風" で好評 デパートの新商法流行か」という見出しでミニシアターを取り上げた記事が載り、三越映画劇場が人気を集めていると紹介されている。ロビーにはシャンデリアが輝き、場内は絨毯から内装までラベンダー一色、観客はリクライニングを倒してゆっくりと映画を楽しむ、トイレにも化粧品セットが置かれてまるでサロンにいるような気分、サラリーマンは「女房と子供は買物中で、これだけの設備なら500円（入場料）でも安い」と話したなどと書かれている、三越は「デパートのイメージアップという当初の目的は達成しています。いずれ北海道から九州まで全国14支店にミニ劇場チェーンを作りたい」と意欲を見せた。この影響で西友ストアーも「これからは単に商品を売るだけの企業は滅びます。ウチでもマンモス団地などには銀行やミニシアターを組み込んだアメリカ並みのショッピングセンターを作っていきたい」などと映画に色気を見せた。
第二号館は新宿店の駐車場跡地に建設する別館内に設置し、以降、全国の三越各支店内や配送所、遊休社有地の適地に作り全国チェーンを進められた。星ヶ丘店も含めた各地の三越映画劇場は、深紅のカーペット、背もたれが半円形のシート、ベージュのスクリーンカーテンなどを特徴とした。以降、大阪三越、新潟三越など、全国の三越施設内に建設された。札幌三越は店内ではなく、ホテルアルファ・サッポロの地下で札幌三越名画劇場を1980年（昭和55年）から2003年（平成15年）まで運営し営業。同館は全63席にリクライニングシートを採用、ホテルシアターとして話題になった。

## 星ヶ丘三越映画劇場

### データ
- 所在地：愛知県名古屋市千種区星が丘元町14-14、名古屋三越星ケ丘店9階[21]。
- アクセス：名古屋市営地下鉄東山線 星ヶ丘駅直結。（県道60号（東山通）沿い）。
- 座席数：68席[22]。
- 支配人：鈴木判和（1980 - 1985）、近藤順磁（1987 - 1993）、佐藤文雄（1996 - 1997）、飯田忠男（1998）、寺尾洋子（1999）、安田竹千代（2000）、伊藤裕輔（2001 - 2004）、杉江史行（2005）、東一久（2006）、市野康史（2007 - 2008）、山田浩司（2009）、三林旬平（2010）、山田真功（2011）、生田裕二（2012 - 2013）、野仁（2014 - ）[22]。

### 歴史
1974年（昭和49年）、愛知県名古屋市千種区東部の星ヶ丘にオリエンタル中村百貨店星ヶ丘店が開店し、1977年（昭和52年）には名古屋三越星ヶ丘店となった。1980年（昭和55年）10月1日、名古屋三越星ヶ丘店の9階に三越映画劇場が開館。オープニング上映作品は『料理長殿、ご用心』（テッド・コッチェフ監督）である。
新型コロナウイルス感染症の流行を受け、2020年（令和2年）10月10日より「当面の間休業」となっていたが、2023年（令和5年）3月31日より営業再開。営業再開後は、座席予約システムを導入しカード決済が可能となる。

### 特色
座席数は開館当時から変わらず68席であり、当時から名画座（二番館）として営業している。小規模ながら豪華な座席に深紅のカーペットを敷く。百貨店内という性質から、夏休み期間中にはファミリー向けの作品を、それ以外の期間は婦人向けの作品を上映することが多い。
2023年（令和5年）3月の営業再開以降は、従来からの「旧作映画の上映」に加え、隣接する星が丘テラスや周辺地域と連携した文化イベントなどの開催を検討している。

### ギャラリー

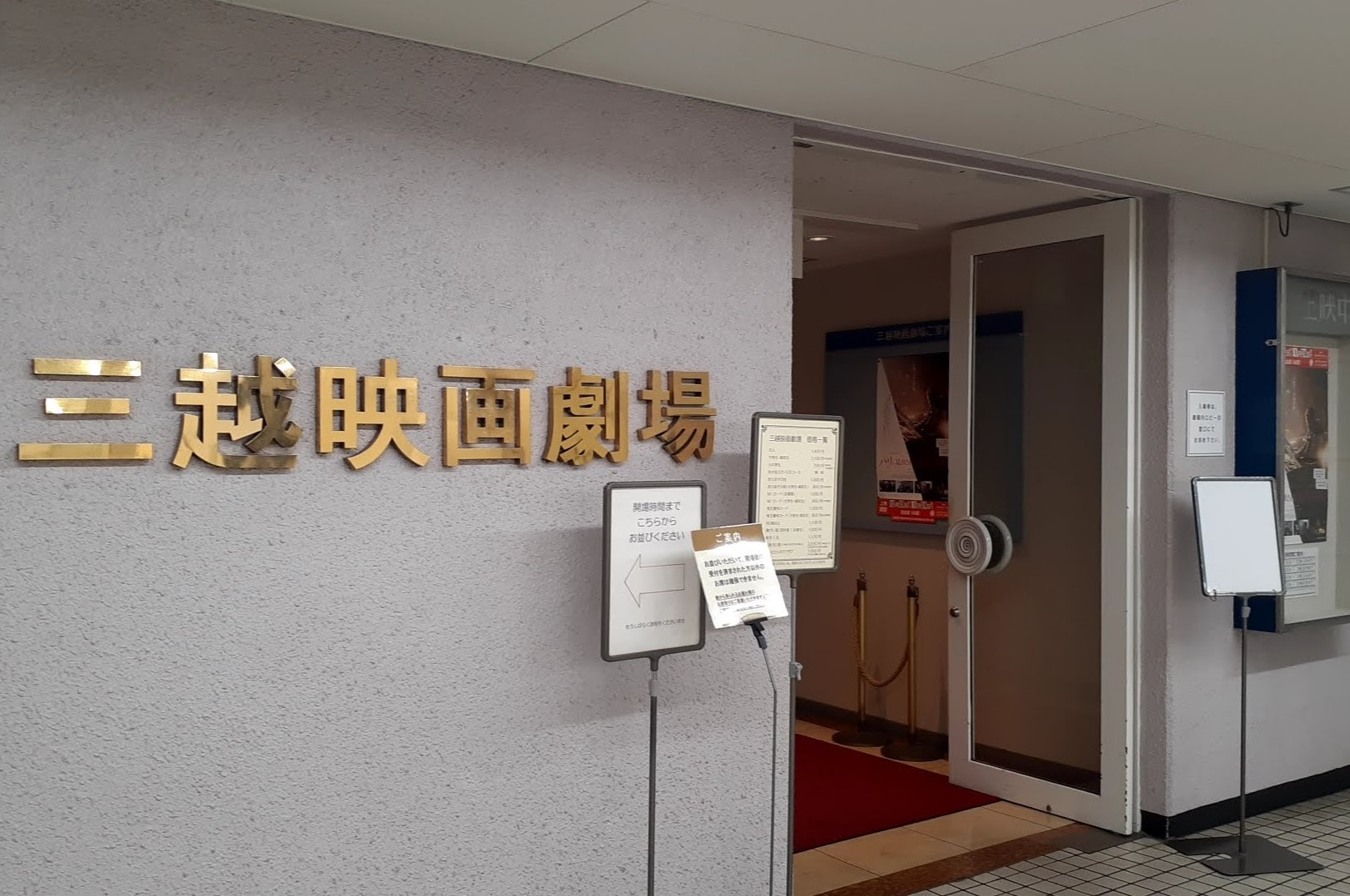
入口
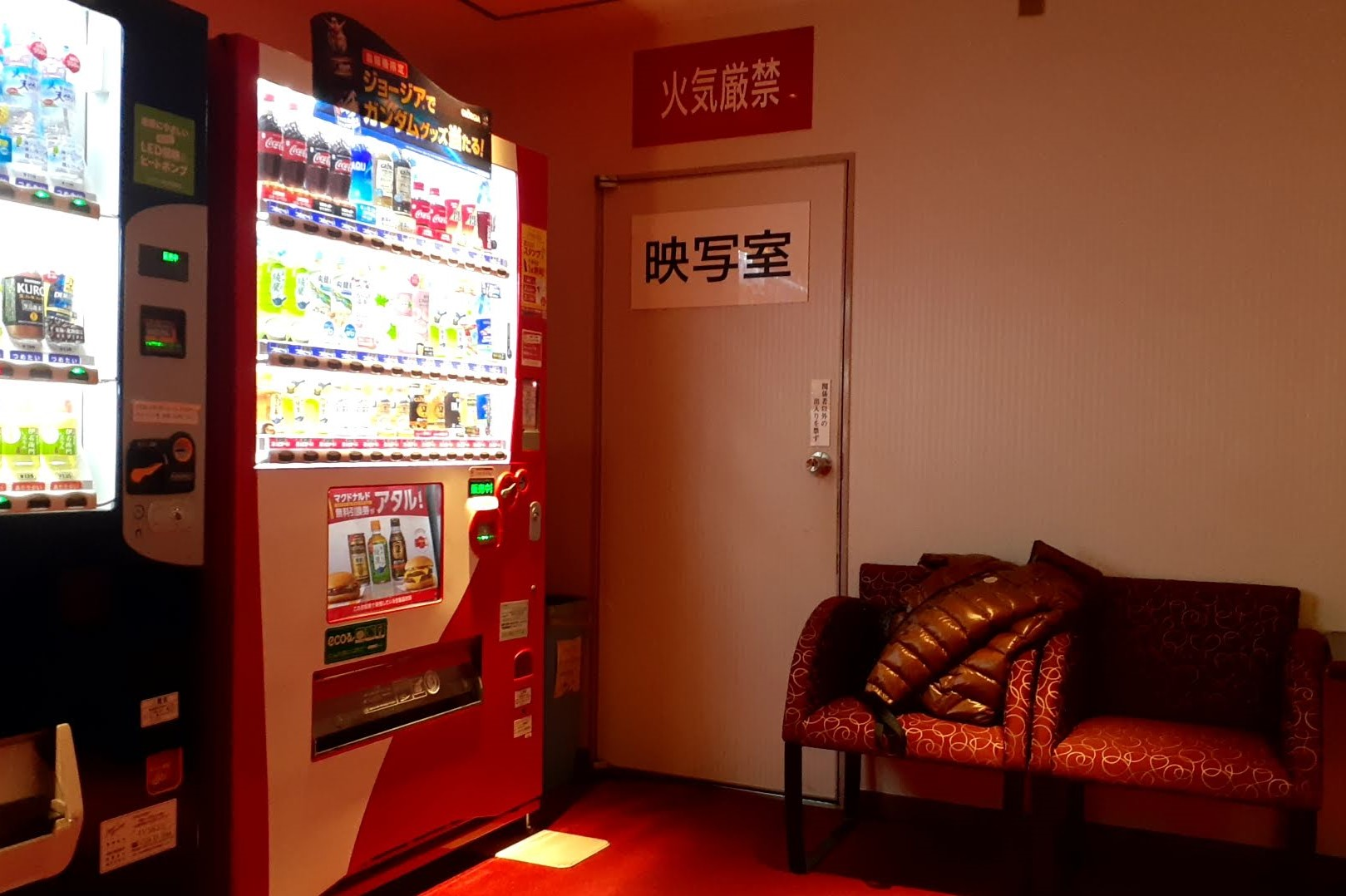
ロビー
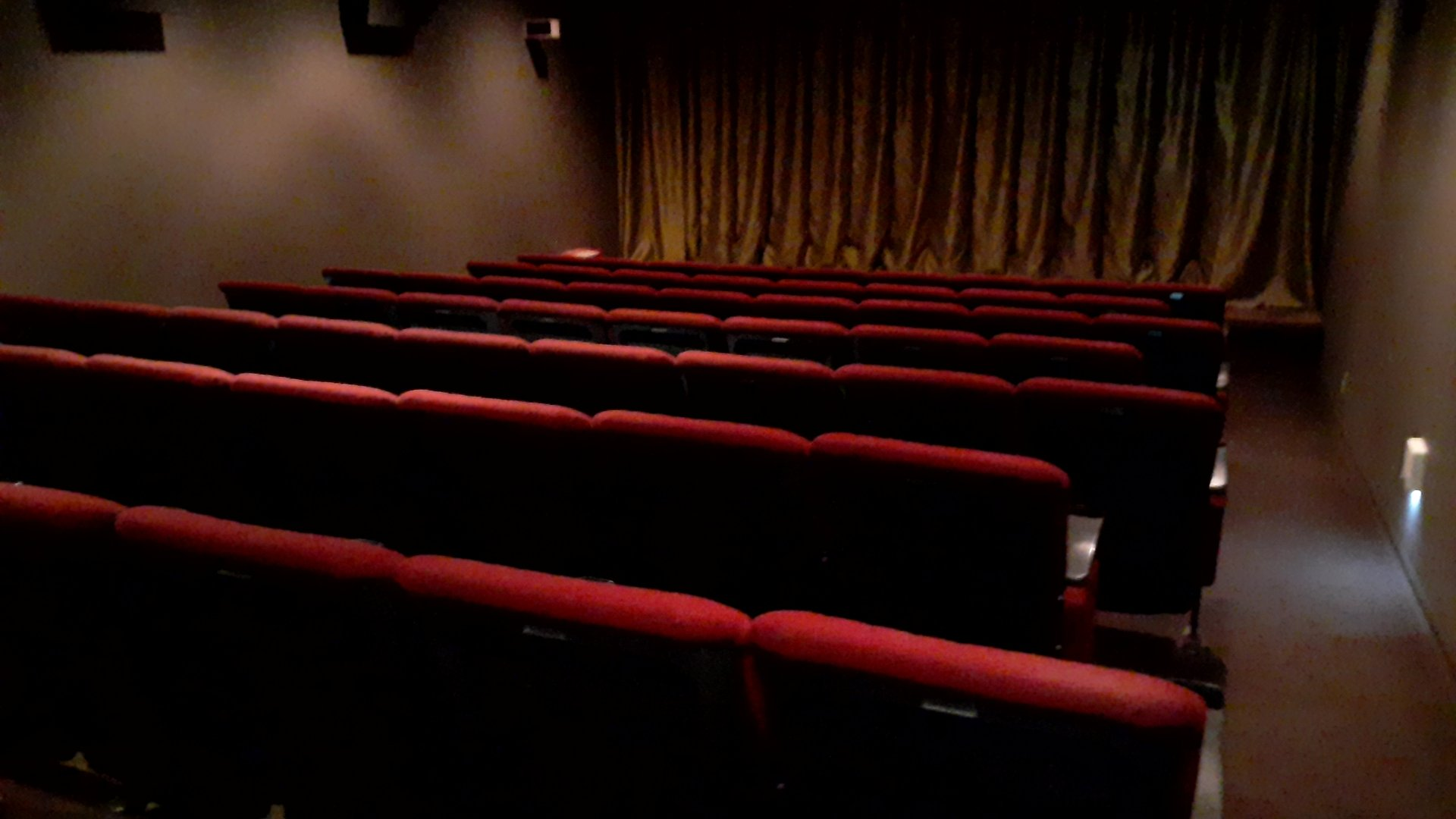
ホール
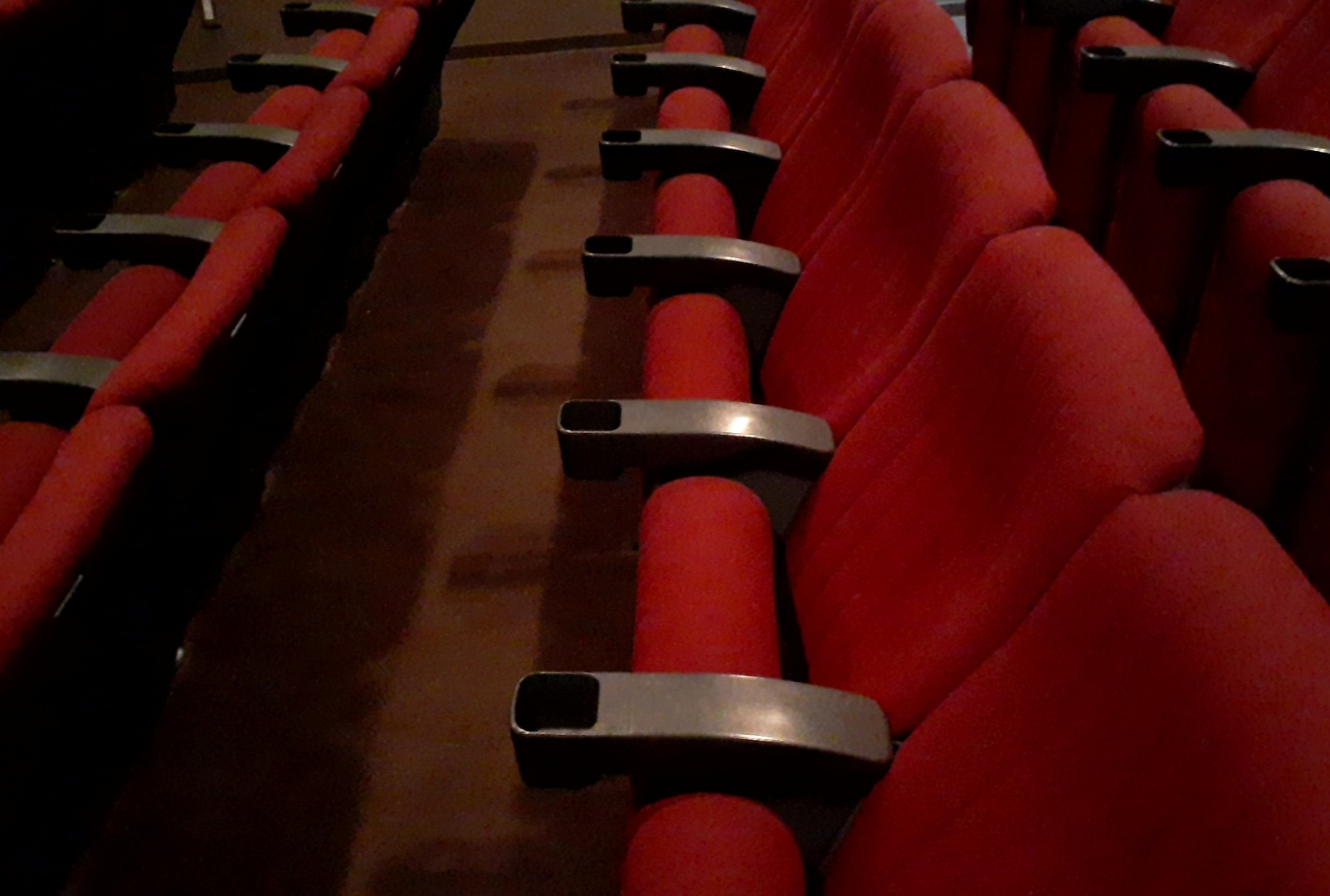
座席
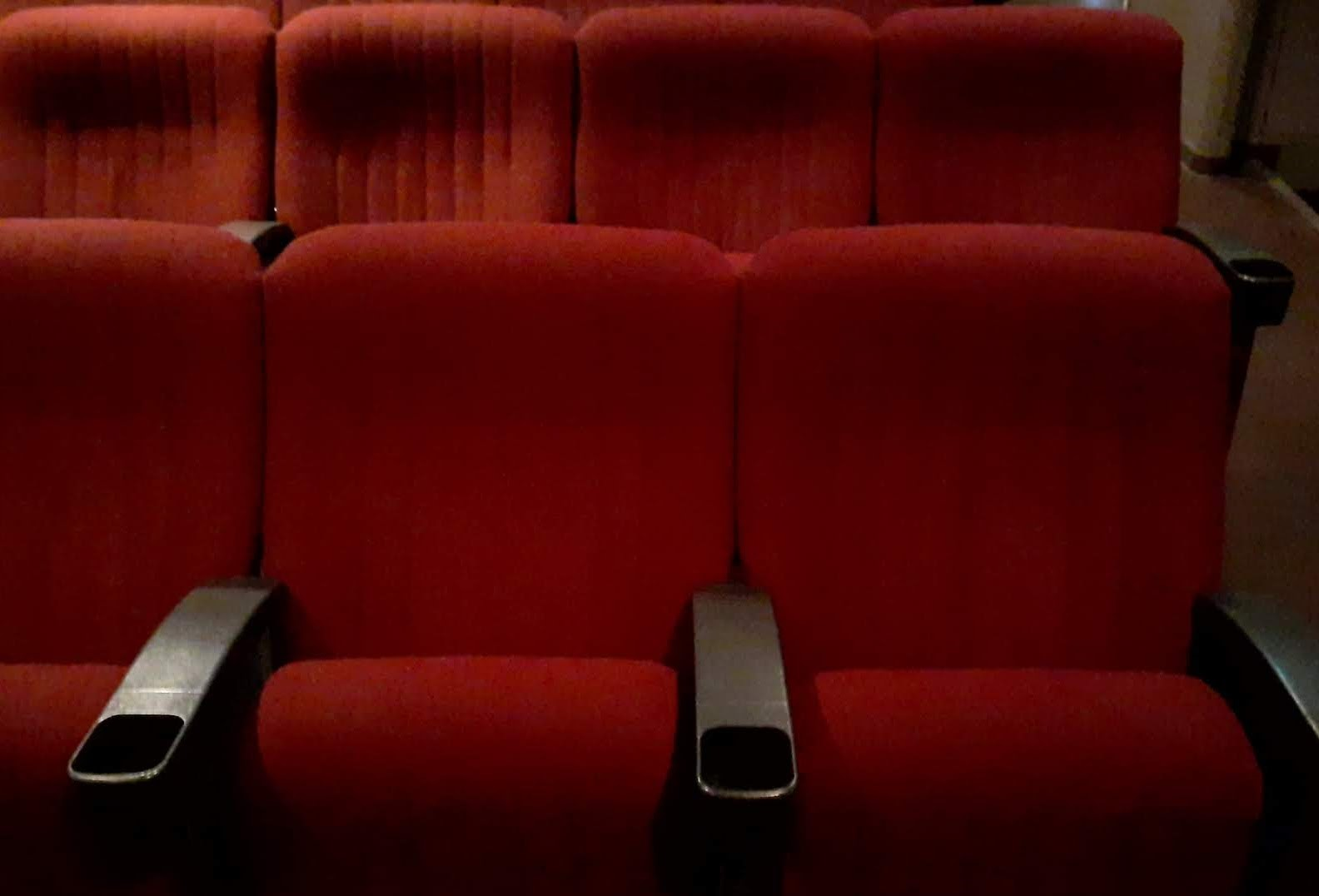
座席